# The Happy Prince and Other Tales

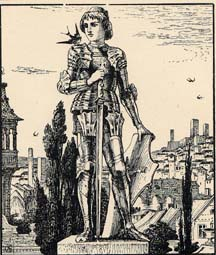
Illustratie van Walter Crane voor The Happy Prince And Other Tales (hier uit de herdruk van 1910, identiek aan de eerste uitgave uit 1888)

The Happy Prince and Other Tales  (De gelukkige prins en andere verhalen), ook wel gepubliceerd onder de titel The Happy Prince and Other Stories, is een voor kinderen geschreven verzameling sprookjes van de uit Ierland afkomstige Engelstalige dichter, proza- en toneelschrijver Oscar Wilde. De bundel verscheen voor het eerst in druk in 1888 en bevatte illustraties van Walter Crane.
Het bekendste verhaal uit de bundel is The Happy Prince ('De gelukkige prins'). De overige verhalen in deze bundel zijn
- The Nightingale and the Rose
- The Selfish Giant
- The Devoted Friend en
- The Remarkable Rocket

Wilde las zelf de verhalen voor aan zijn kinderen Cyril en Vyvyan uit zijn eigen exemplaar, dat, door hem gesigneerd, werd verkocht, samen met andere zaken uit zijn bezit, ten tijde van zijn eerste proces. Het document bevindt zich momenteel in de Hyde-collectie in New Jersey.
Een van de eersten die Wilde complimenteerden bij het verschijnen van het werk was Walter Pater, de persoon die er eerder bij de schrijver op aan had gedrongen zich niet te beperken tot poëzie, maar zich ook aan prozawerken te wijden. Wilde was hier zeer mee ingenomen. Pater schreef in een brief aan Wilde op 12 juni 1888:
I am confined to my room with gout, but have been consoling myself with The Happy Prince, and feel it would be ungrateful not to send a line to tell you how delightful I have found him and his companions. I hardly know whether to admire more the wit of 'The Remarkable Rocket' or the beauty and tenderness of 'The Selfish Giant': the latter certainly is perfect in its kind.""
Verschillende verhalen in de bundel zijn herhaaldelijk bewerkt voor radio, film en theater. The Happy Prince werd in 1913 als toneelstuk opgevoerd in het Chicago Little Theatre. Een van de vele audio-opnames werd verzorgd door Orson Welles, met Bing Crosby in de rol van de prins. The Selfish Giant werd in 1936 in Philadelphia uitgevoerd als ballet door de Opera van Boedapest.